# Felipe Bardi
Felipe Bardi dos Santos (* 8. Oktober 1998 in Americana) ist ein brasilianischer Sprinter, der sich auf den 100-Meter-Lauf spezialisiert hat. 2021 wurde er Südamerikameister im 100- und 200-Meter-Lauf sowie 2017, 2021 und 2023 in der 4-mal-100-Meter-Staffel. Zudem siegte er mit der Staffel 2023 bei den Panamerikanischen Spielen und zudem wurde er 2022 und 2024 Hallensüdamerikameister im 60-Meter-Lauf.

## Sportliche Laufbahn
Erste Erfahrungen bei internationalen Meisterschaften sammelte Felipe Bardi dos Santos im Jahr 2016, als er bei den U20-Weltmeisterschaften in Bydgoszcz mit der brasilianischen 4-mal-100-Meter-Staffel im Vorlauf disqualifiziert wurde. Im Jahr darauf gewann er bei den Südamerikameisterschaften in Luque in 10,29 s die Bronzemedaille im 100-Meter-Lauf hinter dem Kolumbianer Diego Palomeque und seinem Landsmann Bruno de Barros. Zudem siegte er mit der Staffel in 39,47 s. Anschließend gewann er auch bei den Panamerikanischen Juniorenmeisterschaften in Trujillo in 10,47 s die Bronzemedaille über 100 Meter und belegte mit der Staffel in 39,98 s den vierten Platz. 2019 gewann er dann bei den Südamerikameisterschaften in Lima in 10,43 s die Silbermedaille hinter seinem Landsmann Rodrigo do Nascimento. Bei den World Athletics Relays 2021 im polnischen Chorzów gelangte er mit der 4-mal-100-Meter-Staffel bis in das Finale und wurde dort disqualifiziert. Anschließend siegte er in 10,10 s bei den Südamerikameisterschaften in Guayaquil über 100 Meter, in 20,49 s im 200-Meter-Lauf sowie in 39,10 s gemeinsam mit Erik Cardoso, Derick Silva und Bruno de Barros auch in der 4-mal-100-Meter-Staffel. Ende Juli schied er bei den Olympischen Spielen in Tokio mit 10,26 s in der ersten Runde über 100 Meter aus und verpasste mit der Staffel mit 38,34 s den Finaleinzug.
2022 siegte er mit 6,62 s im 60-Meter-Lauf bei den Hallensüdamerikameisterschaften in Cochabamba und stellte damit einen neuen Meisterschaftsrekord auf. Anschließend erreichte er bei den Hallenweltmeisterschaften in Belgrad das Halbfinale und schied dort mit 6,67 s aus. Im Mai gewann er bei den Ibero-Amerikanischen Meisterschaften in La Nucia in 10,26 s die Silbermedaille über 100 Meter hinter dem Kubaner Shainer Rengifo Montoya und mit der 4-mal-100-Meter-Staffel gewann er in 39,32 s die Bronzemedaille hinter den Teams aus Spanien und der Dominikanischen Republik. Anschließend schied er bei den Weltmeisterschaften in Eugene mit 10,22 s in der ersten Runde über 100 Meter aus und belegte mit der Staffel mit 38,25 s im Finale den siebten Platz. Im Oktober nahm er an den Südamerikaspielen in Asunción teil und gewann dort in 10,37 s die Silbermedaille über 100 Meter hinter dem Argentinier Franco Florio und kam im Staffelbewerb nicht ins Ziel. Im Jahr darauf siegte er in 38,70 s gemeinsam mit Paulo André de Oliveira, Erik Cardoso und Rodrigo do Nascimento die Goldmedaille mit der Staffel bei den Südamerikameisterschaften in São Paulo. Im August schied er bei den Weltmeisterschaften in Budapest mit 10,25 s in der ersten Runde über 100 Meter aus und wurde mit der Staffel im Finale disqualifiziert. Anfang September stellte er mit 9,96 s einen neuen Landesrekord über 100 Meter auf. Ende Oktober gewann er bei den Panamerikanischen Spielen in Santiago de Chile in 130,31 s die Silbermedaille hinter dem Dominikaner José González. Zudem siegte er mit der Staffel in 38,68 s gemeinsam mit Rodrigo do Nascimento, Erik Cardoso und Renan Gallina. 2024 verteidigte er bei den Hallensüdamerikameisterschaften in Cochabamba mit neuem Meisterschaftsrekord von 6,58 s seinen Titel über 60 Meter. Anschließend schied er bei den Hallenweltmeisterschaften in Glasgow mit 6,68 s im Vorlauf aus. Im Mai siegte er in 10,14 s über 100 Meter bei den Ibero-Amerikanischen Meisterschaften in Cuiabá sowie in 39,19 s auch im Staffelbewerb. Im August schied er bei den Olympischen Sommerspielen in Paris mit 10,18 s in der ersten Runde über 100 Meter aus und verpasste mit der Staffel mit 38,74 s den Finaleinzug.
2025 gewann Bardi bei den Hallensüdamerikameisterschaften in Cochabamba in 6,64 s die Silbermedaille über 60 Meter hinter dem Kolumbianer Neiker Abello. Ende April siegte er in 9,99 s über 100 Meter bei den Südamerikameisterschaften in Mar del Plata und gewann mit der 4-mal-100-Meter-Staffel in 39,62 s gemeinsam mit Vinicius Rocha Moraes, Erik Cardoso und Vitor Hugo dos Santos die Silbermedaille hinter dem kolumbianischen Team. 
In den Jahren 2022 und 2024 wurde Bardi brasilianischer Meister im 100-Meter-Lauf sowie 2022 in der 4-mal-100-Meter-Staffel. Er ist der Sohn von Geraldo Wilson Lima dos Santos und Valdirene Bardi dos Santos und wurde in Americana im Bundesstaat São Paulo geboren. 2017 wurde ihm die „Sportverdienstmedaille Ayrton Senna“ seiner Heimatstadt verliehen.

## Persönliche Bestzeiten
- 100 Meter: 9,96 s (+1,0 m/s), 9. September 2023 in São Bernardo do Campo (brasilianischer Rekord)
  - 60 Meter (Halle): 6,58 s, 27. Januar 2024 in Cochabamba
- 200 Meter: 20,44 s (0,0 m/s), 14. Mai 2021 in Azusa